# St. Johannes Baptist (Rheda)
St. Johannes Baptist ist eine katholische Pfarrkirche im ostwestfälischen Rheda-Wiedenbrück in Nordrhein-Westfalen, Deutschland. Die Kirche gehört zur Mutterpfarrei St. Clemens Gemeinde Rheda des  Pastoralverbunds Rheda-Herzebrock-Clarholz (RHC) im Erzbistum Paderborn.

## Geschichte
Die erste Rhedaer Kirche wurde 1088 erwähnt und stand bis zu ihrem Abbruch 1818 auf dem heutigen evangelischen Johannesfriedhof.
Nach dem Zweiten Weltkrieg wuchs die katholische St. Clemens-Gemeinde in Rheda merklich an. Auf einem Besuch anlässlich der Firmung sprach Erzbischof Lorenz Jaeger 1957 erstmals den Neubau einer Kirche an. Ende 1959 wurde zu diesem Zweck ein Kirchenbauverein gegründet um Bauplatz und Geld ausfindig zu machen. Ende 1960 schrieb der Verein einen Architektenwettbewerb für den Neubau aus, den Gottfried Böhm aus Köln 1961 gewann.
Nachdem ein geeigneter Bauplatz gefunden wurde, begann man 1962 zunächst mit dem Neubau eines Kindergartens. Im September 1964 wurde schließlich mit dem Bau der Kirche begonnen. Am 2. Mai 1965 konnte die Grundsteinlegung gefeiert werden. Am 22. Oktober 1965 feierte man Richtfest. Nach Fertigstellung des Rohbaus wurde mit der Inneneinrichtung begonnen. Ostermontag 1966 wurden die Glocken feierlich eingeweiht. Am 1. Oktober 1966 konnte die neue Kirche von Erzbischof Lorenz Jaeger konsekriert werden. Gleichzeitig wurde Rüdiger Hinz erster Vikar in St. Johannes. Von Anfang an gab es an der Kirche Bauschäden durch seitlich eindringendes Regenwasser. 1986 musste die Kirche deshalb außen mit Titanzinkblechen verkleidet werden.
Die eigentliche Einrichtung der Pfarrvikarie St. Johannes Baptist geschah zum 1. Juli 1967. Neben dem Kirchenbau war auch ein vollständiges Gemeindezentrum geplant, was jedoch aus Platz- und finanziellen Gründen fallen gelassen wurde. Zu Beginn der 1970er Jahre wurden nur noch Pfarrhaus und Pfarrheim angebaut.
Zum 1. Dezember 1974 wurde die Vikarie zur eigenständigen Pfarrgemeinde erhoben.
Unter dem Datum des 24. Juni 2012 wurde die Pfarrei St. Johannes durch erzbischöfliches Dekret zum 1. Januar 2013 aufgehoben und in die Mutterpfarrei St. Clemens rückgepfarrt.

## Ausstattung
Zu Lichtmess 1967 spendete die Frauen- und Müttergemeinschaft eine Madonnenstatue.
Am 9. April 1967 wurde die Orgel der Rietberger Firma Speith-Orgelbau geweiht. Das Instrument verfügt über 21 Register an zwei Manualen. 2013 wurde es von der Orgelbaufirma Krawinkel aus Trendelburg begutachtet; es soll zum 50. Jubiläum der Kirche im Jahr 2014 aufwändig restauriert werden.
In der Kirche hängt ein Triumphkreuz aus Mooreiche mit Bronze und Bergkristall des Wiedenbrücker Künstlers Hubert Hartmann, Kreuzwegstationen desselben Künstlers, eine spätgotische Madonnenstatue, süddeutsch; Johannes der Täufer so wie eine Skulptur des Künstlers Bernward Erlenkötter im Heiligenhäuschen auf dem Kirchplatz.